# Jan Tinbergen
Jan Tinbergen (Hága, 1903. április 12. – Hága, 1994. június 9.) holland közgazdász. Ragnar Frisch-sel közösen kapták az első közgazdasági Nobel-emlékdíjat 1969-ben, a gazdasági folyamatok elemzésére kidolgozott és alkalmazott dinamikus modellekért. A Tinbergen Intézet viseli nevét. 1967-ben Erasmus-díjjal tüntették ki. A Magyar Tudományos Akadémia és a Holland Királyi Tudományos Akadémia tagja volt.

## Életpályája
Értelmiségi családban született. Öccse, Nikolaas 1973-ban fiziológiai és orvostudományi Nobel-díjat kapott, Luuk ornitológus és egyetemi tanár volt. Tinbergen matematikai fizikát kezdett tanulni a leideni egyetemen 1921-ben, és ugyanott doktorált 1929-ben Paul Ehrenfest irányítása mellett, aki a kvantummechanika egyik atyja volt.
Tinbergen már korán felfigyelt a társadalmi problémákra. Szülei osztrák menekült gyermekeket fogadtak otthonukban az első világháború alatt. Később, egyetemi évei alatt megérintette a lakosság szegénysége Leidenben. Azért döntött a közgazdasági tanulmányok mellett, hogy hozzájárulhasson a társadalmi egyenlőtlenségek csökkentéséhez. Élete folyamán a korszak sürgős társadalmi–gazdasági problémáival foglalkozott (nagy gazdasági világválság, a második világháború okozta károk, a harmadik világban uralkodó szegénység, a hidegháború (1945–1989) miatt fenyegető új katasztrófák). 1929-ben a Holland Statisztikai Hivatalban kezdte el azt a kutatást, amelyért később Nobel-emlékdíjat kapott. 1930-tól már egyértelműen használta a racionalitáson alapuló elvárások fogalmát, amit 30 évvel később John Muth dolgozott ki. 1933-ban statisztikát, matematikai közgazdaságtant és ökonometriát kezdett tanítani Rotterdamban a Netherlands School of Economics iskolában. Miután tanulmányozta az egyes ipari ágazatok gazdasági növekedését, 1936-ban megalkotta a világ első nemzeti makroökonómiai modelljét. A Nemzetek Szövetségének megbízásából hasonló modellt készített az Amerikai Egyesült Államokra vonatkozóan. A két kötetes mű 1939-ben jelent meg Statistical Testing of Business Cycles Theories címmel. A Nemzetek Szövetsége 
számára statisztikai módszerekkel ellenőrizte Gottfried Haberler konjunktúraciklus elméletét. Tinbergent tekintik az északi szociáldemokrata modell, a bevétel hatékony és igazságos elosztása megalkotójának.

## Válogatott publikációi
- Business Cycles in the United States, 1919–1932, Geneva, 1939. New York, 1968
- Business Cycles in the United Kingdom, 1870–1914, Amsterdam, 1951
- On the Theory of Economic Policy. Second edition (1952) is Volume 1 of Contributions to Economic Analysis, Amsterdam: North-Holland
- Centralization and Decentralization in Economic Policy, Amsterdam, 1954 ISBN 0-313-23077-3
- Economic Policy: Principles and Design, Amsterdam, 1956
- The Element of Space in Development Planning (társszerzők: L.B.M. Mennes és J.G. Waardenburg), Amsterdam, 1969
- The Dynamics of Business Cycles: A Study in Economic Fluctuations. Chicago: U of Chicago P, 1974. ISBN 0-226-80418-6
- Der Dialog Nord-Süd: Informationen zur Entwicklungspolitik. Frankfurt am Main: Europ. Verlagsanstalt, 1977
- Economic policy: Principles and Design. Amsterdam, 1978. ISBN 0-7204-3129-8

## Magyarul megjelent művei
- Ökonometria; ford. Szakolczai György; Közgazdasági és Jogi, Bp., 1957
- A RIO-jelentés. A nemzetközi gazdasági rend átalakítása; összeáll., koordin. Jan Tinbergen, közrem. Sukviu Brucan et al., ford. Szalai Sándor; Közgazdasági és Jogi, Bp., 1979
- Jan Tinbergen; összeáll., ford. Kalotay Kálmán; MKKE Rajk László Szakkollégium, Bp., 1984 (Szakkollégiumi füzetek)